# Jablance, Duplek
Jablance so naselje v Občini Duplek.